# Палух, Эва
Эва Палух — франко-польский биофизик и клеточный биолог. С 2019 года она является профессором анатомии факультета физиологии, развития и неврологии Кембриджского университета и членом Тринити-колледжа. Палух - первая женщина, которая заняла должность профессора анатомии за  300-летнюю историю Кембриджского университета.  

## Образование
Палух получила степень бакалавра наук в Высшей школе в Лионе, Франция.  Она защитила кандидатскую диссертацию по биофизики в Институте Кюри и Парижском университете Дидро, Франция.

## Карьера и исследования
После получения степени доктора наук Палух основала свою исследовательскую группу в институте молекулярно-клеточной биологии и генетики им. Макса Планка, Дрезден, Германия. С 2013 по 2019 год она работала в Лондонском университетском колледже в качестве профессора клеточной биофизики. Её работа сосредоточена на клеточной коре, тонкой сети актина и миозина, которая лежит под клеточной мембраной и определяет форму большинства клеток животных. Кора позволяет клетке противостоять внешним воздействиям и оказывать механическую работу. Кора играет роль в нормальной физиологии клетки, а так же во время событий, которые нарушают естественную форму клеток. Такие события включают в себя деление и миграцию и часто встречаются при таких заболеваниях, как рак.

## Награды и отличия
- Лауреат премии в области естественных наук Блаватник для молодых учёных в Великобритании, 2019.[6]
- Избранный член Европейской организации молекулярной биологии (EMBO), 2018.[7]
- Медаль Гука, Британское общество клеточной биологии, 2017.[8]
- Председатель подгруппы по механобиологии, Биофизическое общество, 2017.
- Премия Филиппа Леверхульме[англ.] в области биологических наук, 2014.